# Karlovice, Zlín
Karlovice là một làng thuộc huyện Zlín, vùng Zlínský, Cộng hòa Séc.